# STOL

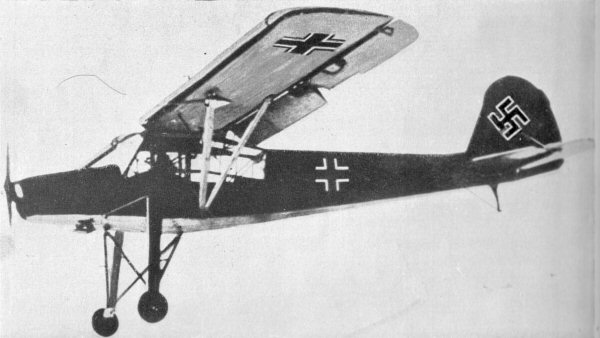
Il famoso aereo STOL tedesco Fieseler Fi 156 Storch: con vento contrario era in grado di decollare in meno di 50 metri e atterrare in meno di 20.

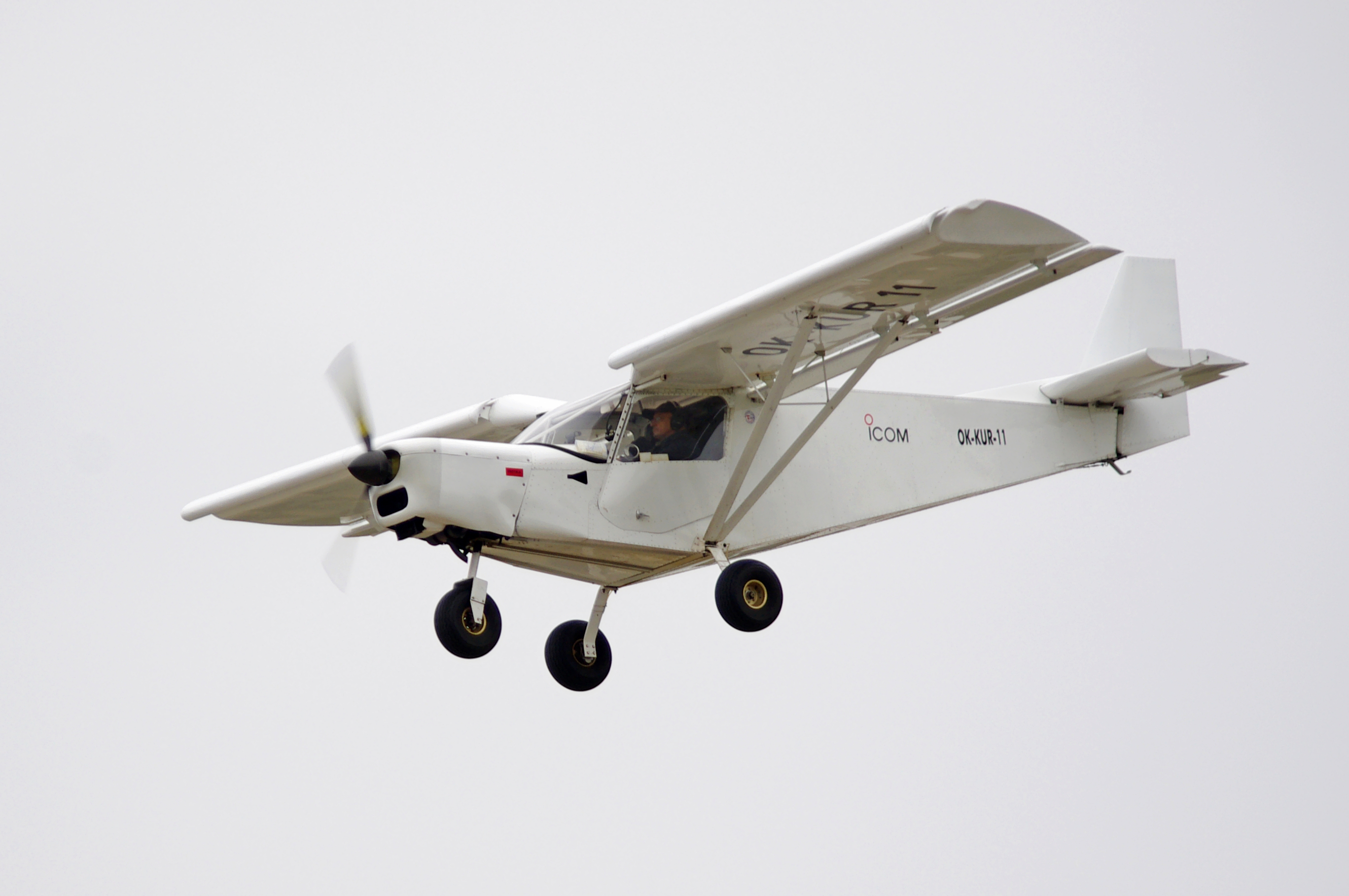
Lo Zenith STOL CH 701.

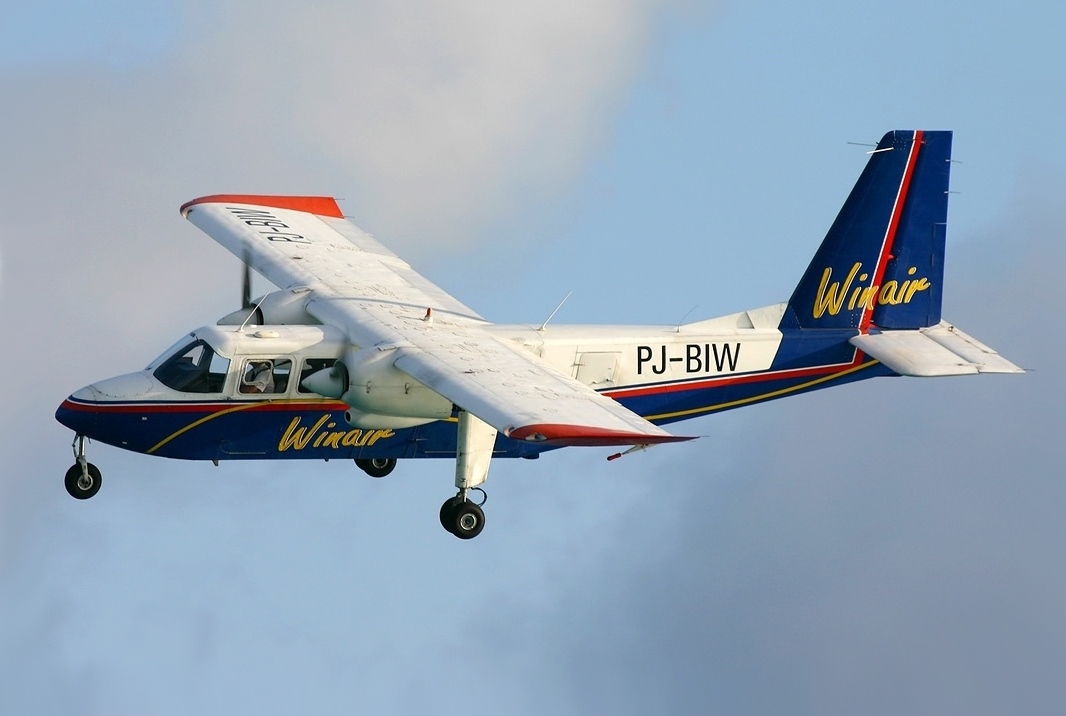
Il Britten-Norman BN-2 Islander.

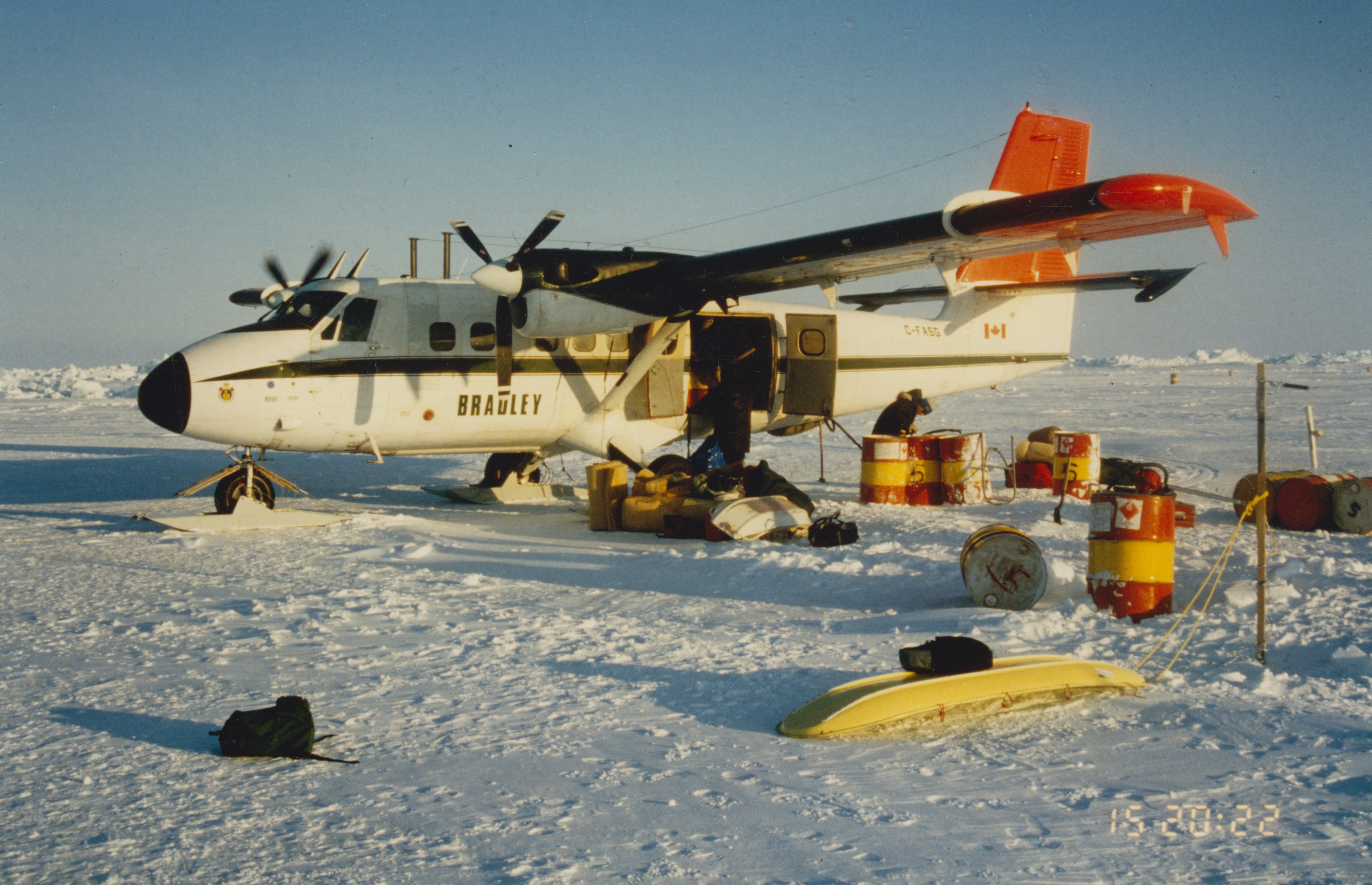
Il DHC-6 Twin Otter della compagnia aerea Bradley sulla banchisa del Mar Glaciale Artico. Aprile 1990, coordinate: 86° N, 77° W.

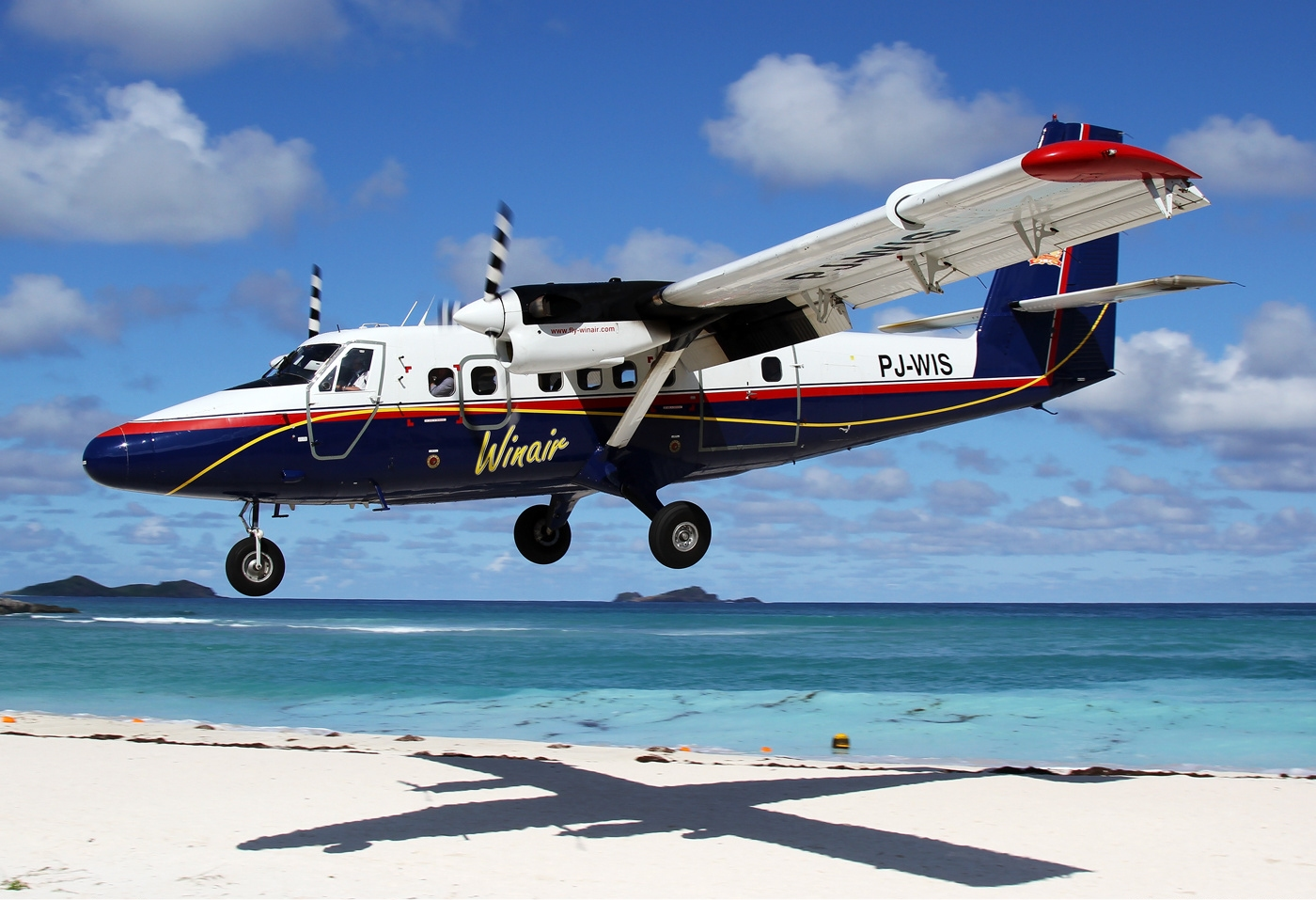
Il de Havilland Canada DHC-6 Twin Otter.

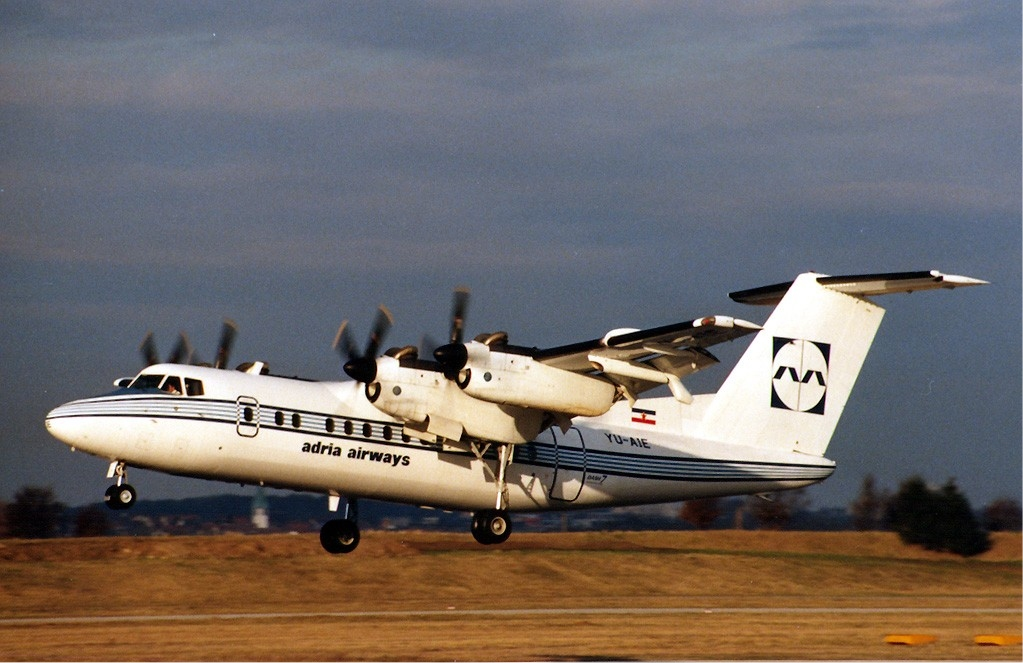
Il De Havilland Canada Dash 7.

Nell'industria aeronautica, un velivolo a decollo e atterraggio corti, noto come STOL (acronimo inglese di Short Take-Off and Landing; ADAC in francese, da aéronef à décollage et atterrissage courts), è un aeromobile in grado di decollare e atterrare utilizzando piste corte grazie a diversi accorgimenti tecnici e aerodinamici. La definizione NATO di un aeromobile STOL è:
(NATO, AAP-06 Edition 2016 - NATO GLOSSARY OF TERMS AND DEFINITIONS (ENGLISH AND FRENCH))

## Descrizione
La lunghezza della pista necessaria per le operazioni di decollo e atterraggio è in funzione del quadrato della minima velocità di volo (la velocità di stallo) e nella costruzione di un aeromobile molti sforzi sono concentrati per ridurre questo valore. Nella fase di decollo, un basso rapporto peso/potenza e una bassa resistenza aumentano l'accelerazione, diminuendo così la lunghezza del tratto di pista necessario per staccare le ruote da terra. In atterraggio, l'uso di grandi aerofreni, bassa velocità di atterraggio o l'uso di deflettori minimizzano lo spazio necessario per fermarsi. Le capacità STOL quindi dipendono dalla lunghezza di pista necessaria per l'atterraggio e il decollo del velivolo.
Per questo tipo di aeromobili è molto importante la capacità di evitare ostacoli nei pressi della pista (come ad esempio alberi, pali, ecc.) sia in decollo sia in atterraggio. Un basso rapporto peso/potenza e una bassa resistenza forniscono una velocità di salita necessaria per evitare ostacoli in decollo. In atterraggio invece si aumenta la resistenza dell'aeroplano per farlo scendere rapidamente e per smaltire la velocità in eccesso, che si traduce poi in un maggiore spazio necessario per fermarsi; per aumentare la resistenza si utilizzano i flap.
Di solito gli aeromobili STOL sono dotati di un'ala molto grande per il peso che hanno e spesso vengono utilizzati anche degli accorgimenti aeronautici come flap, slat e generatori di vortici.
Questo tipo di aeromobili viene progettato per ridurre la velocità di stallo, ma non la capacità di carico: è spesso utilizzato per i collegamenti con comunità isolate e difficilmente raggiungibili via terra, come ad esempio alcune comunità nel Canada del nord o in Alaska. Molti STOL vengono appositamente modificati per operare anche su piste semipreparate o con fondo diverso dall'asfalto: ad esempio possono essere montati degli scarponi o degli sci per operare su acqua o superfici ghiacciate (ad esempio in Antartide).
Alcuni aeroporti vengono progettati specificamente per l'operatività degli STOL, e normalmente sono dotati di un'unica pista corta, occupando quindi meno spazio di un aeroporto tradizionale. Non sono molto diffusi: un esempio è il London City Airport in Inghilterra, che si trova proprio al centro di Londra.